# Кириллина, Степанида Евгеньевна
Степани́да Евге́ньевна Кири́ллина (род. 30 августа 1990, Вилюйск, Якутская ССР, СССР) — российская спортсменка (русские и международные шашки), международный гроссмейстер. Чемпионка мира 2013 года по русским шашкам в форматах быстрые шашки и блиц, чемпионка Европы 2012 года по русским шашкам в форматах быстрые шашки и блиц, бронзовый призёр Чемпионата Европы 2012 года в классической программе. Чемпионка мира, Европы, России и РС(Я) среди школьников по русским и международным шашкам, победительница I МСИ «Дети Азии».  Входила в основной состав сборной России по шашкам в 2008, 2010 и других годов. На Всемирных интеллектуальных играх 2012 в Лилле Степанида Кириллина стала победителем в категории русские шашки — блиц среди женщин и серебряным призёром в категории русские шашки среди женщин.
На Чемпионате России по русским шашкам 2012 года завоевала серебряную медаль в основной программе и две золотые медали — в форматах быстрые шашки и блиц. Чемпионка России-2018 по русским шашкам по классической и быстрой программам.
Выпускница Северо-Восточного Федерального Университета. В 2017 году выиграла стипендию Фонда Владимира Потанина для учебы в англоязычной магистратуре по спортивному менеджменту в Российском Международном Олимпийском Университете. В 2019 году стала обладательницей престижной стипендии Chevening, учрежденной британским МИДом.